# Yanis Zouaoui
Yanis Zouaoui (* 28. April 1998 in Marseille) ist ein französisch-algerischer Fußballspieler, der beim Le Havre AC in der Ligue 1 spielt.

## Karriere
Zouaoui spielte bis 2017 beim Marignane Gignac FC im französischen Amateurbereich. Im Sommer 2017 wechselte er zum Viertligisten FC Martigues. Dort lief er 2017/18 18 Mal auf und schoss ein Tor in der Liga. Nach nur einem Jahr bei Martigues wechselte er zum Ligarivalen SC Toulon. Auch hier war er Stammspieler, bestritt 23 Ligapartien und wurde mit Toulon Meister, was der Aufstieg in die National bedeutete. Dort spielte Zouaoui in der coronabedingt verkürzten Saison 2019/20 18 Mal, wobei er zwei Tore schoss. Nach dem direkten Wiederabstieg in Liga vier wechselte er nach Rumänien zum ACS Foresta Suceava. Mit dem Verein nahm er 2020/21 an den Playoffs um die rumänische Liga 3 teil. Im Sommer 2021 kehrte er zu seinem Exverein FC Martigues in die National 2 zurück. Er war mit drei Toren und vier Vorlagen in 25 Ligaeinsätzen maßgeblich am Meistertitel und dem Aufstieg in die National beteiligt. Dort spielte er 2022/23 30 Mal, traf zweimal und legte einen Treffer auf. Nach 27 Saisonspielen zwei Toren und vier Vorlagen 2023/24 stand Zouaoui mit Martigues auf dem zweiten Platz und stieg in die Ligue 2 auf.
Zouaoui allerdings verließ den Verein für den Erstligisten Le Havre AC. Sein Profidebüt gab er am zweuten Spieltag, als er gegen die AS Saint-Étienne in der Startelf stand und ein Tor beim 2:0-Sieg vorbereitete.

## Leben
Zouaoui studierte Volkswirtschaftslehre und Sozialwissenschaften.

## Erfolge
FC Martigues
- Zweiter der National: 2024
- Meister der National 2: 2022

SC Toulon
- Meister der National 2: 2019